# Пуэрто-Пириту
Пуэрто-Пириту (исп. Puerto Píritu) — город на северо-востоке Венесуэлы, на территории штата Ансоатеги. Является административным центром муниципалитета Фернандо-де-Пеняльвер.

## История
Первое испанское поселение на месте современного города было основано в 1513 году и называлось Эль-Манглар (El Manglar). Оно было покинуто через несколько лет после основания. Поселение, из которого позднее вырос город, было основано в 1652 году монахами-францисканцами. В середине XIX века Пуэрто-Пириту приобрёл известность как коммерческий порт.

## Географическое положение
Пуэрто-Пириту расположена в северной части штата, на побережье Карибского моря, на расстоянии приблизительно 34 километров к западу-юго-западу (WSW) от Барселоны, административного центра штата. Абсолютная высота — 54 метра над уровнем моря.

## Климат
Климат города характеризуется как жаркий семиаридный (BSh в классификации климатов Кёппена). Среднегодовое количество атмосферных осадков — 577 мм. Средняя годовая температура составляет 26,9 °C.

## Население
По данным Национального института статистики Венесуэлы, численность населения города в 2013 году составляла 25 981 человек.

## Экономика
Основными отраслями экономики города являются туризм и рыболовство.